# Atlanti-óceán
Az Atlanti-óceán a Föld második legnagyobb óceánja, a bolygó felszínének kb. 20%-át foglalja el. Az óceán medencéje megközelítően észak–déli irányban, elnyújtott S alakban húzódik végig a nyugati féltekén. Két jelentős területre szokás osztani, az Északi- és Déli-Atlanti-óceánra, a választóvonalat az Észak-egyenlítői áramlás jelenti, a 8. északi szélességi fok magasságában.

## Határai és méretei
Nyugatról az amerikai kontinens, keletről Európa és Afrika, északról a Jeges-tenger, délről a Déli-óceán határolja. Egyes nézetek a Jeges-tengert, illetve annak bizonyos részeit az Atlanti-óceán részének tekintik. Hasonlóan megosztottak a geográfusok a Déli-óceán megítélésében, az elnevezés csak 2000-ben vált hivatalossá, sok térképen a tradicionális 3 óceán, így az Atlanti is, az Antarktiszig tart. Az Atlanti-óceánhoz tartozik a Földközi-tenger is, annak nyugati medencéjében így az óceán - közvetve - határos Ázsiával is.
Az óceán a mesterségesen épített Panama-csatornán keresztül áll kapcsolatban a Csendes-óceánnal. Afrikától délre a keleti 20. hosszúsági fok (meridián) az Atlanti- és az Indiai-óceán határa. A Jeges-tengerrel alkotott tengeri határvonala a Grönlandtól Izland ÉNY-i sarkáig, majd annak ÉK-i sarkától a Spitzbergák déli csúcsáig és onnan Észak-Norvégiáig, az Északi-fokig tart. Délen a 60. szélességi fokig tart az Atlanti-, az attól délre eső terület a Déli-óceán.
Melléktengereivel együtt teljes területe 106,4 millió km²; a melléktengerek nélkül 82,4 millió km². Térfogata 354,7 millió km³, a melléktengerek nélkül 323,6 millió km³.
Átlagos mélysége 3332 m, melléktengerei nélkül 3926 m, legnagyobb mélysége 8605 m a Puerto Ricó-i árokban.
Brazília és Libéria között csak 2848 km széles, az Egyesült Államok és Észak-Afrika között kb. 4830 km.
Jelentősebb melléktengerei: Karib-tenger, Földközi-tenger, Fekete-tenger, Északi-tenger, Balti-tenger. Jelentősebb öblei: Mexikói-öböl, Szent Lőrinc-öböl.
Számos szigete közül a jelentősebbek: Grönland, Izland, Nagy-Britannia, Írország, Azori-szigetek, Madeira, Kanári-szigetek, Zöld-foki Köztársaság, Új-Fundland, Bermuda, a Karib-szigetek, Szent Ilona, Tristan da Cunha, a Falkland-szigetek és Déli-Georgia és Déli-Sandwich-szigetek.
Évente nagyjából 3 cm-rel növekszik a szélessége kelet-nyugati irányban.

## A tengerfenék és a víz jellemzői
Az Atlanti-óceán fenekének – szó szerint – legkiemelkedőbb képződménye egy hosszanti irányban végighúzódó hegység, a Közép-Atlanti-hátság. Izlandtól a déli 58. szélességi fokig húzódik, rá közel merőlegesen számos kisebb hátság és gerinc fut a kontinensek felé. Legszélesebb részén 1600 km széles, a vízmélység átlagosan 2700 m-re csökken felette. A hátságtól távolabb a tengerfenék – néhány hegytől és hasadéktól eltekintve – jobbára sima.
A felszíni víz hőmérséklete az égövtől és a tengeráramlatoktól függően széles értékek között változik. Leghidegebb részein -2 °C, a trópusokon eléri a 29 °C-ot is. A mérsékelt övben a legnagyobb a vízhőmérséklet ingadozása (7-8 °C).
A víz sótartalma 33 és 37 ezrelék (3,3-3,7%) között mozog. A partok mentén, a folyók hatására alacsonyabb, a 25. szélességi körök környékén a legmagasabb, de regionálisan és az év folyamán is sokat ingadozik. Az áramlatokkal körbevett, ekképpen bizonyos mértékben elszeparált észak-atlanti Sargasso-tenger jelentősen sósabb a környezeténél.
A Coriolis-erő miatt az Atlanti-óceán északi medencéjében az óramutató járásával egyező irányú az áramlás, a déli medencében ezzel ellentétes.

## Klíma

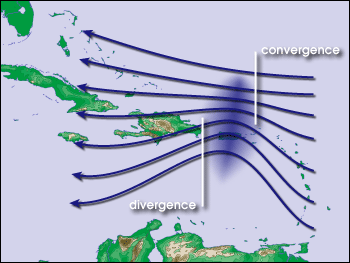
Szélirányok az óceán fölött

Az óceáni és a környező szárazföldek klímáját nagyban befolyásolja a felszíni víz hőmérséklete, az áramlások és az általuk keltett szelek. A tengervíz hatalmas hőtároló kapacitásának köszönhetően a hőmérséklet sokkal kevésbé ingadozik, mint az azonos égövbeli szárazföldeké. Az áramlatok jelentősen befolyásolják (egyensúlyozzák) a hőmérsékletet. Ennek legismertebb példája a Golf-áramlat, amely a trópusokról szállított meleg vízzel enyhíti Nagy-Britannia és Észak-Európa időjárását.
Az Észak-atlanti medence déli részén, az egyenlítői konvergencia zónában keletkeznek a hurrikánok.

## Történet és gazdaság
A Déli-óceán után a második legfiatalabb óceán az Atlanti. A jelenlegi kutatások bizonyítottnak látják, hogy nem öregebb 180 millió évnél. Akkoriban következett be, hogy az addig szuperkontinens, a Pangea lemezekre töredezett, amelyek lassan eltávolodtak egymástól.
Az emberiség története során az egyik legkorábban felfedezett óceán volt. Partjain (de főként az óceán melléktengereként számontartott Földközi-tenger partján) évezredek óta élnek emberek, azonban hajóikkal csak ritkán távolodtak el a parttól. Feltételezések szerint valószínű, hogy az egyiptomiak az ókorban már kihajóztak a Gibraltári-szoroson és az sem kizárt, hogy esetleg a partok mentén expedíciókat vezettek Nyugat-Afrika partjai mentén, vagy esetleg megkerülték Afrikát. Ez utóbbira azonban semmilyen egyértelmű bizonyíték nincs. Más elképzelések szerint, szintén az egyiptomiak esetleg áthajózhattak az Atlanti-óceánon is. Ennek a teóriának az igazolására a norvég Thor Heyerdahl 1970-ben ősi technikákat használva papiruszsásból épített tutajt, amelyen második próbálkozásra sikerült is áthajóznia Marokkóból Közép-Amerikába. Elmélete szerint nem véletlen, hogy az egyiptomi és a közép-amerikai (például maja) kultúrák nagyjából egy időben építették a maguk piramisait. Útjával azt akarta bizonyítani, hogy lehetett kapcsolat ezen ősi népek között.
Ami biztosan tudható, hogy északon a vikingek a 10. vagy 11. században – körülbelül a magyar államalapítás idején – Izland érintésével áthajóztak Grönlandra (amit ők neveztek el Zöld földnek) és elérték a mai Új-Fundland, de ott nem tudtak tartósan megtelepedni.
A viking kor lezárultával a legendák ködébe vesztek a távoli földek, a középkor hajósai csak a partok mentén hajóztak, sokan úgy hitték, hogy az óceán jelenti a „világ végét”, ahonnan nincs tovább. A török hódítás és a természettudományok fejlődése hozta meg lehetőségét annak, hogy az addigi hagyományos szárazföldi karavánutak helyett a tenger felől próbálják meg elérni az európai kereskedők Ázsiát. A Föld kerületének méretében azonban korántsem volt egyetértés.
1492-ben jöhetett létre egy vakmerő és eltökélt itáliai hajós első utazása a spanyol uralkodók anyagi támogatásával. Kolumbusz Kristóf (Christopher Columbus) öt heti hajózás után, 1492. október 12-én ért partot a mai Bahamák egyik szigetén, amit ő San Salvadornak nevezett el. Hogy ez pontosan melyik mai sziget volt, arról viták folynak, legvalószínűbb, hogy a Samana Cay. Habár Kolumbusz köztudomásúlag úgy halt meg hogy nem tudta hogy új földrészt és nem a kelet-ázsiai partokat érte el, ma is úgy tekintünk rá, mint Amerika felfedezőjére. Az egyre gyakoribb expedíciók lassan feltérképezték a partokat és magát az Óceánt is, ami a világ egyik legfontosabb tengeri útvonala lett. A gyarmatosítás fénykora után nemcsak a kereskedők és katonák, hanem a tudósok is elkezdtek vele ismerkedni. Az óceán nemcsak hajózási útvonalként, hanem közvetlenül – a halászat és a modern korban a bányászat révén – is hozzájárul a környező országok gazdaságához. Sajnos végtelennek gondolt mérete miatt sokszor használták és használják arra is, hogy megszabaduljanak a hulladékoktól.

## Jelentős kikötők

### Észak-Amerika

#### Amerikai Egyesült Államok
- Baltimore
- Boston
- Port Canaveral
- Charleston
- Corpus Christi
- Port Everglades
- Houston
- Jacksonville
- Port of Miami-Dade
- Morehead City
- Nantucket, Massachusetts államhoz tartozó sziget
- New Haven
- New London
- New Orleans
- New York
- Newport News
- Norfolk
- Port of Palm Beach
- Port Newark-Elizabeth Marine Terminal
- Portland
- Portsmouth
- Providence
- Savannah
- Tampa
- Wilmington

#### Kanada
- Charlottetown (Prince Edward-sziget)
- Digby
- Halifax Nova Scotia
- Liverpool
- Pictou
- Hantsport
- Saint John, Új-Brunswick
- Shelburne
- Sept-Îles, Quebec
- St. John’s, Újfundland és Labrador
- Sydney, Új-Skócia
- Yarmouth

#### Egyéb észak-amerikai kikötők
- Puerto Cortés, Honduras
- Willemstad, Curaçao

### Európa
- Aberdeen, Egyesült Királyság
- A Coruña, Spanyolország
- Ålesund, Norvégia
- Amszterdam, Hollandia
- Antwerpen, Belgium
- Avilés, Spanyolország
- Belfast, Egyesült Királyság
- Bergen, Norvégia
- Bilbao, Spanyolország
- Bodø, Norvégia
- Bordeaux, Franciaország
- Bréma, Németország
- Brest, Franciaország
- Bristol, Egyesült Királyság
- Cádiz, Spanyolország
- Cherbourg-Octeville, Franciaország
- Cork, Írország
- Dublin Port, Írország
- Dunkerque, Franciaország
- Edinburgh, Egyesült Királyság
- Esbjerg, Dánia
- Funchal, Portugália
- Galway, Írország
- Gijón, Spanyolország
- Glasgow, Egyesült Királyság
- Göteborg, Svédország
- Hafnarfjörður, Izland
- Hamburg, Németország
- Las Palmas de Gran Canaria, Kanári-szigetek
- Le Havre, Franciaország
- Lisszabon, Portugália
- Liverpool, Egyesült Királyság
- London, Egyesült Királyság
- Milford Haven, Egyesült Királyság
- Nantes, Franciaország
- Narvik, Norvégia
- Newcastle upon Tyne, Egyesült Királyság
- Newport, Egyesült Királyság
- Normandy, Franciaország
- Oslo, Norvégia
- Oostende, Belgium
- Penzance, Egyesült Királyság
- Peterhead, Egyesült Királyság
- Porto, Portugália
- Portsmouth, Egyesült Királyság
- Reykjavík, Izland
- Rotterdam, Hollandia
- Saint-Nazaire, Franciaország
- Santa Cruz de Tenerife, Kanári-szigetek
- Santander Spanyolország
- Sevilla, Spanyolország
- Sines Portugália
- Southampton, Egyesült Királyság
- Stavanger, Norvégia
- Swansea, Egyesült Királyság
- Tromsø, Norvégia
- Trondheim, Norvégia
- Tórshavn, Feröer
- Vigo, Spanyolország

### Dél-Amerika
- Quequen, Argentína
- Bahia Blanca, Argentína
- Cayenne, Francia Guyana
- Fortaleza, Brazília
- Georgetown, Guyana
- Maceió, Brazília
- Mar del Plata, Argentína
- Montevideói kikötő, Uruguay
- Paramaribo, Suriname
- Recife, Brazília
- Rio de Janeiro, Brazília
- Rio Grande, Brazília
- Salvador, Brazília
- Santos, Brazília
- Vitória, Brazília

### Afrika
- Abidjan, Elefántcsontpart
- Accra, Ghána
- Banjul, Gambia
- Bissau, Bissau-Guinea
- Casablanca, Marokkó
- Conakry, Guinea
- Cotonou, Benin
- Dakar, Szenegál
- Douala, Kamerun
- Fokváros, Dél-afrikai Köztársaság
- Lagos, Nigéria
- Libreville, Gabon
- Lomé, Togo
- Luanda, Angola
- Malabo, Egyenlítői-Guinea
- Monrovia, Libéria
- Nouakchott, Mauritánia
- Port Harcourt, Nigéria
- Porto Novo, Benin
- Praia, Zöld-foki Köztársaság
- Rabat, Marokkó
- Saldanah, Dél-afrikai Köztársaság
- Tanger, Marokkó
- Walvis Bay, Namíbia